# Мурзицкий сельсовет (Сеченовский район)
Мурзи́цкий сельсовет — сельское поселение в Сеченовском районе Нижегородской области. Административный центр — село Мурзицы.

## История
Статус и границы сельского поселения установлены Законом Нижегородской области от 15 июня 2004 года № 60-З «О наделении муниципальных образований - городов, рабочих посёлков и сельсоветов Нижегородской области статусом городского, сельского поселения».

## Население
| 2002  | 2010  | 2012  | 2013  | 2014  | 2015  | 2016  |
| ----- | ----- | ----- | ----- | ----- | ----- | ----- |
| 1552  | ↘1249 | ↘1229 | ↘1203 | ↘1189 | ↘1140 | ↘1099 |
| 2017  | 2018  | 2019  | 2020  | 2021  |       |       |
| ↘1072 | ↘1047 | ↘1037 | ↘1035 | ↘937  |       |       |

## Состав сельского поселения
| № | Населённый пункт | Тип населённого пункта       | Население |
| - | ---------------- | ---------------------------- | --------- |
| 1 | Бегичёво         | деревня                      | ↗121      |
| 2 | Мурзицы          | село, административный центр | ↘503      |
| 3 | Ратово           | село                         | ↘520      |
| 4 | Ручьи            | деревня                      | ↘105      |